# 病理学
病理學（英語：Pathology）是醫學領域的一門分支學科，專門探討疾病在個體發生的起因、發展及變化，以及整個過程對患者產生的各種影響。此學科在醫學教育中屬於基礎學群；臨床操作利用病理學知識分析採樣檢體，以輔助醫師診斷和處方；研究層級則試圖解釋疾病造成生理變化的未明現象。該學科在醫院被稱爲「醫生中的醫生」（Doctor's Doctor）。
病理学是研究疾病发生發展规律，阐明疾病本质的一门医学基础学科，是医学科学实践的基础。病理学的主要任务是研究疾病发生的原因、发病机制，以及疾病过程中患病机体的形态结构、功能代谢改变与疾病转归，从而为疾病的诊断、治疗、预防提供必要的理论基础和实践依据。

## 解剖病理學
解剖病理學（anatomical pathology）是研究患者組織型態上的變化。進行肉眼可觀測的目視檢查以及利用顯微鏡所觀測的顯微結構。

## 法醫學
法医学（forensic medicine）是应用医学、生物学、化学和其他自然科学理论和技能解决法律问题的科学，用于侦察犯罪和审理民事或刑事案件提供证据。

## 植物病理學
植物病理學（plant pathology）主要認識並了解植物生病的原因，對人類社會與經濟之關係，病原菌的生理、生態特性、寄生性、致病性、抗病性以及病害防治等。